# Yvrencheux
Yvrencheux est une commune française située dans le département de la Somme, en région Hauts-de-France.
Depuis le 13 février 2020, la commune fait partie du parc naturel régional Baie de Somme - Picardie maritime.

## Géographie

### Localisation
Yvrencheux est un village picard du Ponthieu, situé à vol d'oiseau à 14 km au nord-est d'Abbeville et à 39 km au nord-ouest d'Amiens.
Le territoire de la commune est limitrophe de ceux de quatre communes.
Les communes limitrophes sont Gapennes, Noyelles-en-Chaussée, Oneux et Yvrench.

### Sol, sous-sol, hydrographie
Le territoire est constitué d'un plateau ; sauf au sud où la vallée de Tillancourt forme un vallon qui dirige les eaux vers le bois des Roches, Yvrench et Oneux, puis dans le Scardon vers Saint-Riquier.
La nappe phréatique se trouve à environ 55 m de profondeur en 1899 et alimente les quelques puits du village.
Le sol, de formations tertiaire et quaternaire, laisse difficilement passer les eaux de surface. Le sable et la marne se trouvent sous la couche végétale. Sur le versant sud de la vallée de Tillancourt, la marne affleure tandis que le coteau nord expose une argile rouge.

### Hydrographie
La commune est située dans le bassin Artois-Picardie. Elle n'est drainée par aucun cours d'eau.

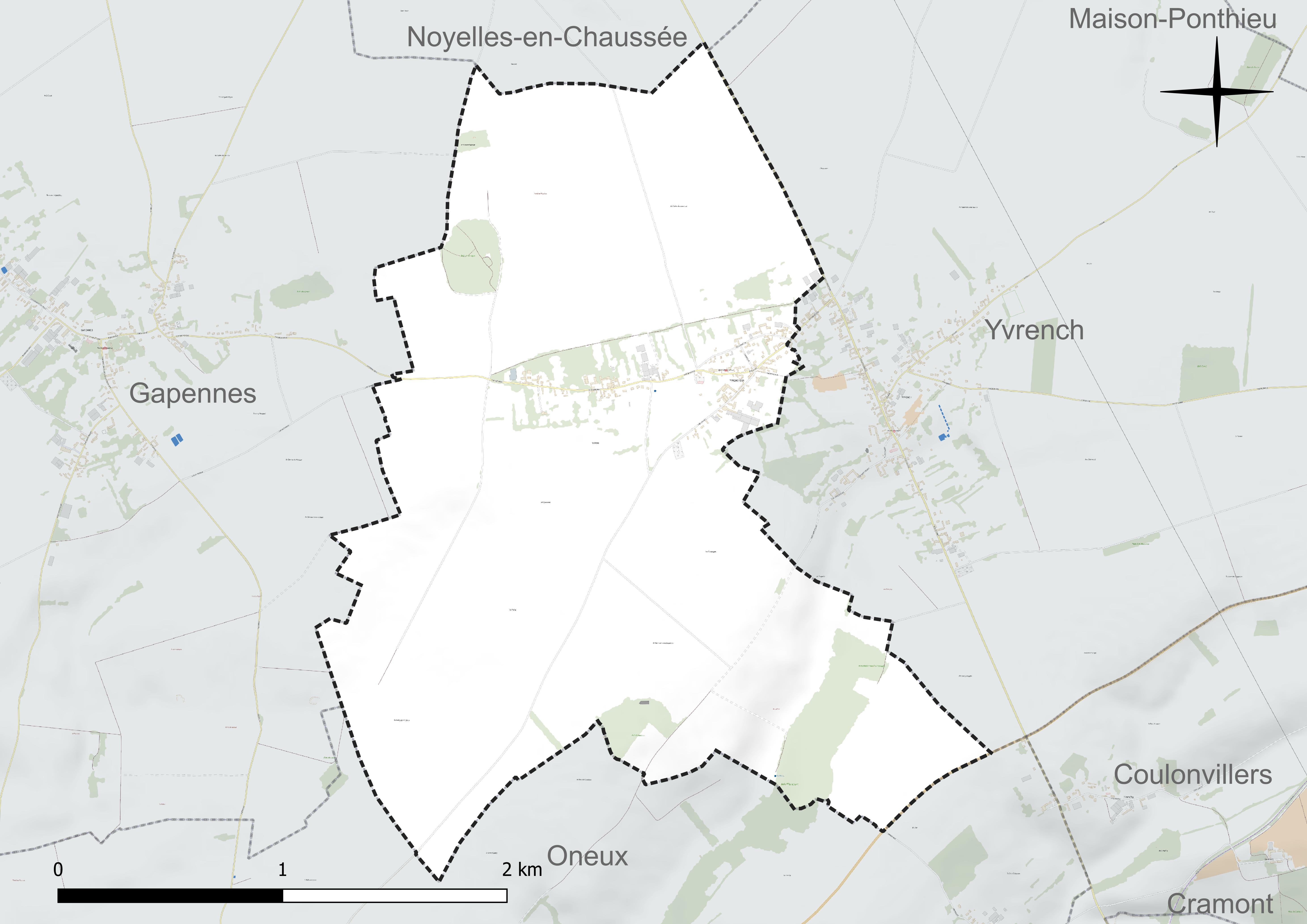
Réseau hydrographique d'Yvrencheux.

### Climat
Pour des articles plus généraux, voir Climat des Hauts-de-France et Climat de la Somme.
En 2010, le climat de la commune est de type climat océanique altéré, selon une étude du CNRS s'appuyant sur une série de données couvrant la période 1971-2000. En 2020, Météo-France publie une typologie des climats de la France métropolitaine dans laquelle la commune est exposée à un climat océanique et est dans la région climatique Côtes de la Manche orientale, caractérisée par un faible ensoleillement (1 550 h/an) ; forte humidité de l'air (plus de 20 h/jour avec humidité relative > 80 % en hiver), vents forts fréquents.
Pour la période 1971-2000, la température annuelle moyenne est de 10,3 °C, avec une amplitude thermique annuelle de 13,7 °C. Le cumul annuel moyen de précipitations est de 859 mm, avec 12,5 jours de précipitations en janvier et 8,7 jours en juillet. Pour la période 1991-2020, la température moyenne annuelle observée sur la station météorologique la plus proche, située sur la commune de Bernaville à 13 km à vol d'oiseau, est de 10,4 °C et le cumul annuel moyen de précipitations est de 877,3 mm,. Pour l'avenir, les paramètres climatiques de la commune estimés pour 2050 selon différents scénarios d'émission de gaz à effet de serre sont consultables sur un site dédié publié par Météo-France en novembre 2022.

## Urbanisme

### Typologie
Au 1er janvier 2024, Yvrencheux est catégorisée commune rurale à habitat dispersé, selon la nouvelle grille communale de densité à sept niveaux définie par l'Insee en 2022.
Elle est située hors unité urbaine. Par ailleurs la commune fait partie de l'aire d'attraction d'Abbeville, dont elle est une commune de la couronne,. Cette aire, qui regroupe 73 communes, est catégorisée dans les aires de 50 000 à moins de 200 000 habitants,.

### Occupation des sols
L'occupation des sols de la commune, telle qu'elle ressort de la base de données européenne d'occupation biophysique des sols Corine Land Cover (CLC), est marquée par l'importance des territoires agricoles (91,2 % en 2018), une proportion identique à celle de 1990 (91,2 %). La répartition détaillée en 2018 est la suivante : terres arables (82,2 %), prairies (9 %), zones urbanisées (5,5 %), forêts (3,3 %). L'évolution de l'occupation des sols de la commune et de ses infrastructures peut être observée sur les différentes représentations cartographiques du territoire : la carte de Cassini (XVIIIe siècle), la carte d'état-major (1820-1866) et les cartes ou photos aériennes de l'IGN pour la période actuelle (1950 à aujourd'hui).

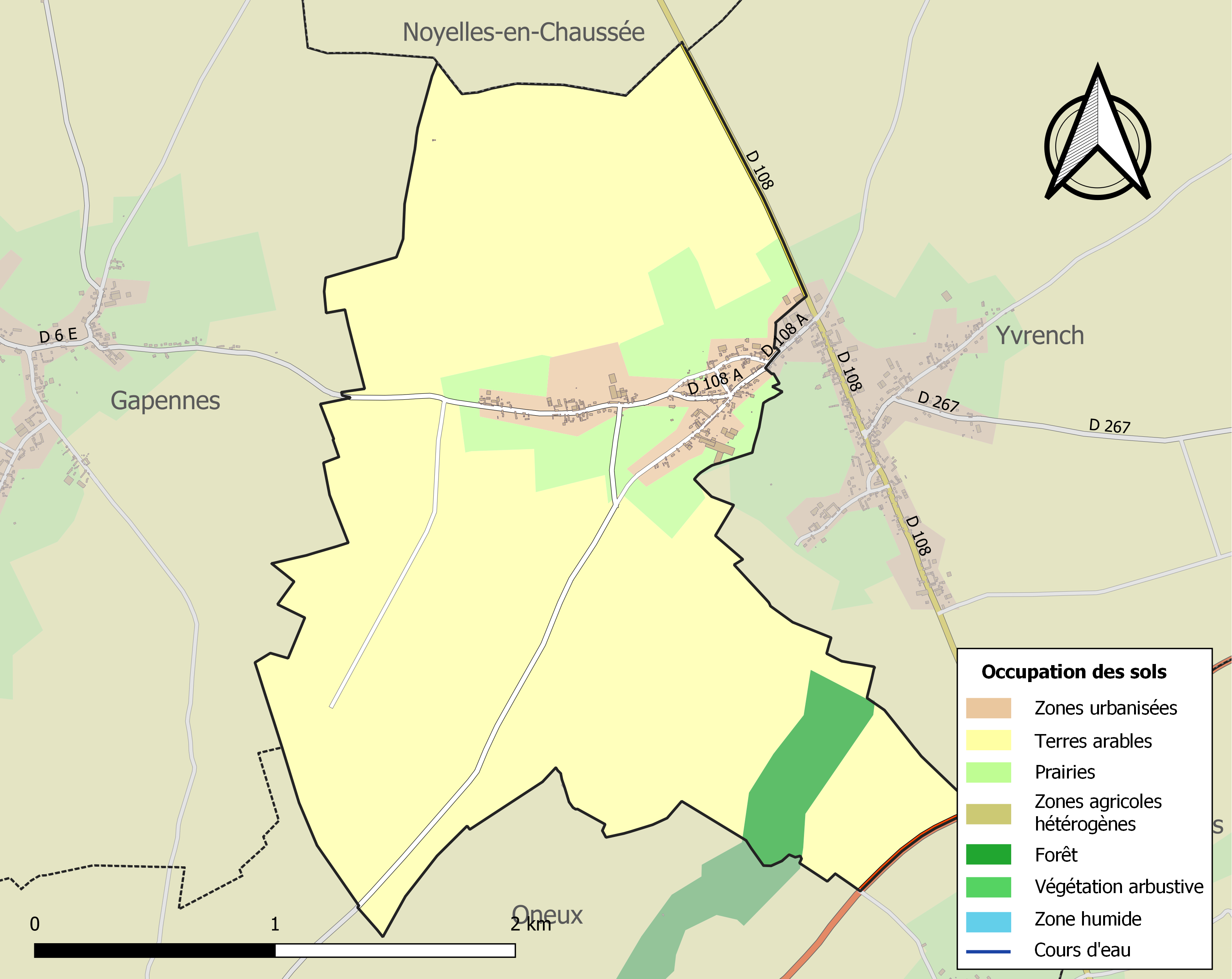
Carte des infrastructures et de l'occupation des sols de la commune en 2018 (CLC).

### Voies de communication et transports
La commune est accessible par l'ancienne route nationale 41 (actuelle RD 941), reliant notamment Saint-Riquier à Saint-Pol-sur-Ternoise. Appelée localement la chaussée Brunehaut, elle est située sur le tracé d'une ancienne voie romaine bien visible sur les photos aériennes.
La localité est desservie par les lignes de bus du réseau Trans'80 (axe Boufflers - Abbeville), chaque jour de la semaine, sauf le dimanche.

## Toponymie
Wivrencel est mentionné en 1177 par Thibaut, évêque d'Amiens. M. Louandre relève Wivrenchel en 1239 dans une topographie du Ponthieu. Gobert d'Yvrencheux cite Yvrechon en 1276, dans le cartulaire noir de Corbie. Yvrencheux est signalé pour 1673 par dom Cotron.

## Histoire
Les Ambiani ont peuplé le secteur avant la conquête romaine.
La voie romaine menant de Boulogne-sur-Mer à Lyon borde le territoire communal à l'est.
Le sire Thibaut de Grambus, seigneur du village, dépendait de l'abbaye de Saint-Riquier.
En 1480, Charles de Grambus, fils du précédent, seigneur d'Yvrencheux, vit à Crécy.
La famille d'Aumale a ensuite possédé la seigneurie.
En 1635, les Espagnols ravagent le secteur et passent les habitants par les armes.
De la Meilleraye et l'armée française s'illustrent par leurs pillages en 1639. Le village est pratiquement anéanti. L'exemption de la taille est sollicitée.
En 1651, réfugiés dans une carrière de craie, les habitants  sont étouffés par des brigands.
Les biens seigneuriaux ne sont pas vendus comme biens nationaux à la Révolution dans la mesure où le seigneur local aurait fait don de la chapelle au village.
À partir de 1793, Yvrench et Yvrencheux forment deux entités distinctes.
En 1814 et 1815, les Cosaques font des incursions dans le village.
À la ferme Buteux (six habitants en 1886), à 600 m du centre du village, un moulin a existé jusqu'aux environs de 1880.
Fin XIXe siècle, en 1899, M. d'Aumale, principal propriétaire, est commandeur de la Légion d'honneur, général de brigade d'artillerie.

## Politique et administration
| Période                                  | Période                      | Identité        | Étiquette | Qualité                                             |
| ---------------------------------------- | ---------------------------- | --------------- | --------- | --------------------------------------------------- |
| Les données manquantes sont à compléter. |                              |                 |           |                                                     |
| 1936                                     | 1970                         | Jules Baudel    |           | Décédé en fonctions le 11 novembre 1970             |
| 1970                                     | 1989                         | Vincent Boivin  |           |                                                     |
| 1989                                     | mars 2019                    | Alfred Maréchal |           | Décédé en fonctions.                                |
| mai 2019                                 | En cours (au 8 octobre 2020) | Thierry Miannay |           | Agriculteur retraité Réélu pour le mandat 2020-2026 |

## Population et société

### Démographie
L'évolution du nombre d'habitants est connue à travers les recensements de la population effectués dans la commune depuis 1793. Pour les communes de moins de 10 000 habitants, une enquête de recensement portant sur toute la population est réalisée tous les cinq ans, les populations de référence des années intermédiaires étant quant à elles estimées par interpolation ou extrapolation. Pour la commune, le premier recensement exhaustif entrant dans le cadre du nouveau dispositif a été réalisé en 2008.

En 2022, la commune comptait 126 habitants, en évolution de −1,56 % par rapport à 2016 (Somme : −1,26 %, France hors Mayotte : +2,11 %).
| 1793 | 1800 | 1806 | 1821 | 1831 | 1836 | 1841 | 1846 | 1851 |
| ---- | ---- | ---- | ---- | ---- | ---- | ---- | ---- | ---- |
| 504  | 402  | 501  | 540  | 568  | 564  | 543  | 510  | 530  |

| 1856 | 1861 | 1866 | 1872 | 1876 | 1881 | 1886 | 1891 | 1896 |
| ---- | ---- | ---- | ---- | ---- | ---- | ---- | ---- | ---- |
| 518  | 520  | 505  | 490  | 438  | 404  | 414  | 362  | 309  |

| 1901 | 1906 | 1911 | 1921 | 1926 | 1931 | 1936 | 1946 | 1954 |
| ---- | ---- | ---- | ---- | ---- | ---- | ---- | ---- | ---- |
| 303  | 280  | 256  | 244  | 244  | 232  | 239  | 209  | 202  |

| 1962 | 1968 | 1975 | 1982 | 1990 | 1999 | 2006 | 2008 | 2013 |
| ---- | ---- | ---- | ---- | ---- | ---- | ---- | ---- | ---- |
| 209  | 194  | 179  | 175  | 165  | 138  | 149  | 152  | 134  |

| 2018 | 2022 | - | - | - | - | - | - | - |
| ---- | ---- | - | - | - | - | - | - | - |
| 125  | 126  | - | - | - | - | - | - | - |

### Enseignement
La compétence scolaire est gérée par la communauté de communes.
L'école a été fermée aux scolaires en 2017. Elle sert maintenant de salle polyvalente communale, en remplacement du préfabriqué qui avait cet usage.
À la rentrée 2019, les élèves de Gueschart, Le Boisle, Boufflers, Fontaine-sur-Maye, Estrées-lès-Crécy, Brailly-Cornehotte, Yvrench, Yvrencheux, Neuilly-le-Dien, Noyelles-en-Chaussée, Froyelles, Maison-Ponthieu, ainsi que de deux communes du  Pas-de-Calais : Labroye et Raye-sur-Authie sont accueillis dans une structure de regroupement pédagogique concentré (RPC) comptant 10 classes pour environ 240 élèves, l'école des Quatre-Vents. L'établissement est administré par la communauté de communes Ponthieu-Marquenterre qui a succédé à Authie-Maye. Quatre rotations de cars scolaires sont assurées matin et soir,.

## Culture locale et patrimoine

### Lieux et monuments
- Église Saint-Martin, du XVIe siècle, comprenant une Vierge de Pitié en bois polychrome, également du XVIe siècle[30]. Cette église n'était à l'origine qu'une chapelle fondée en 1425 par le seigneur et donnée au village par la Révolution. Une nef a ensuite été ajoutée par la commune[3].
- Château d'Yvrencheux du XIXe siècle.
- Présence de muches (souterrains-refuges).
- La commune dispose de deux cimetières. L'ancien cimetière a en effet été conservé après le transfert de 1963. Il contient, entre autres, des sépultures de la famille d'Aumale, d'instituteurs et de prêtres liés au village[31].

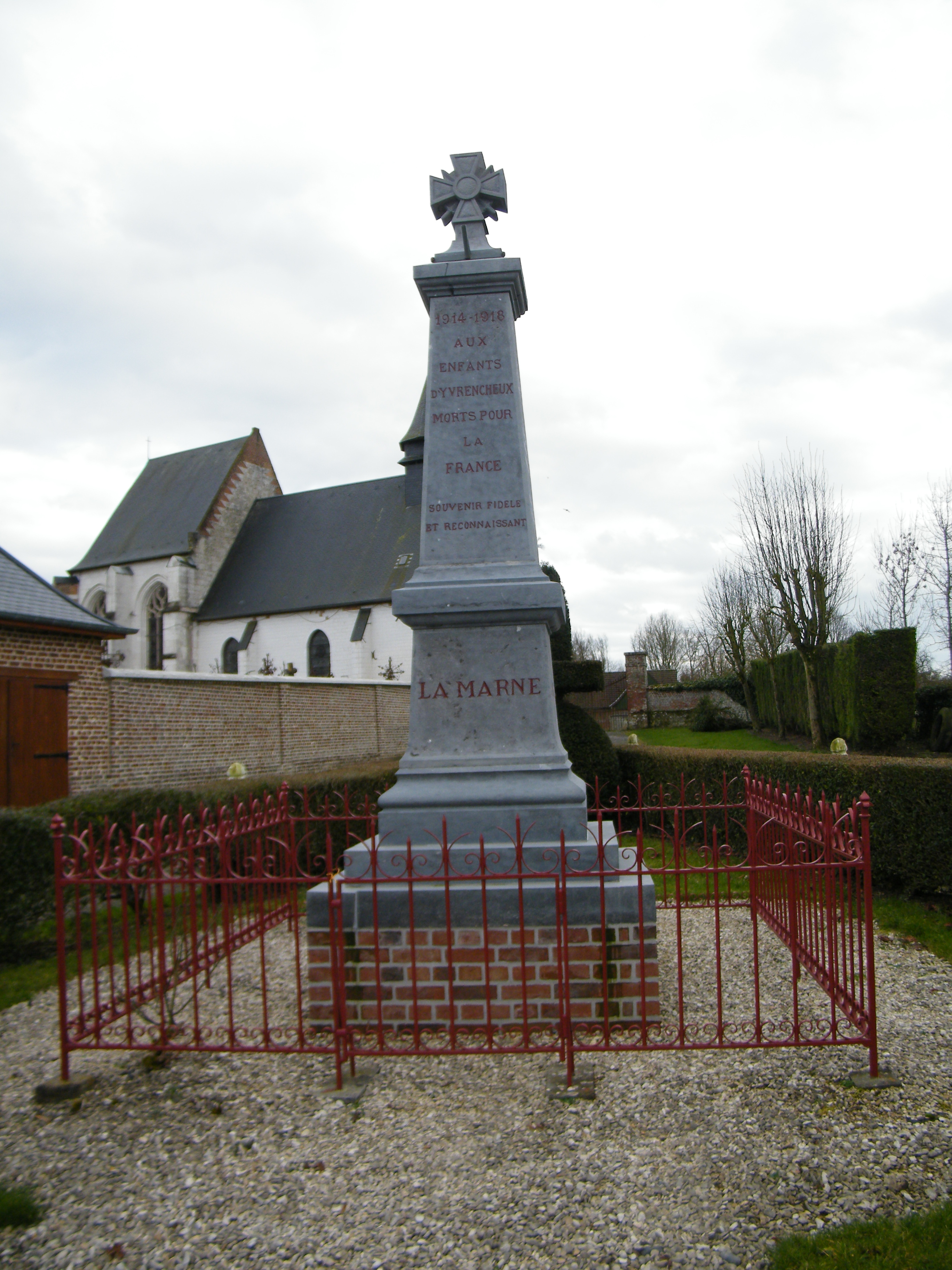
Le monument aux morts.
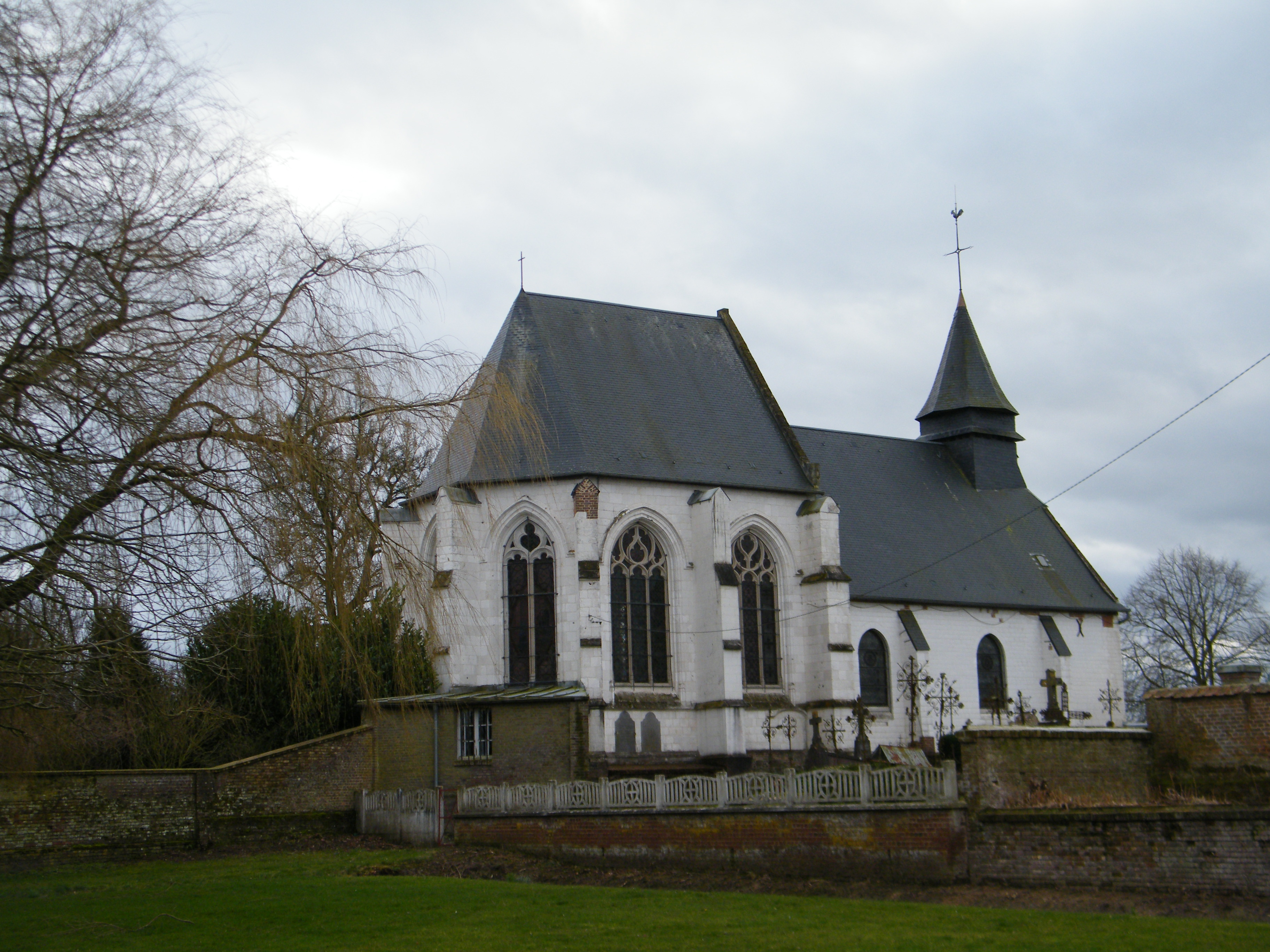
L'église.
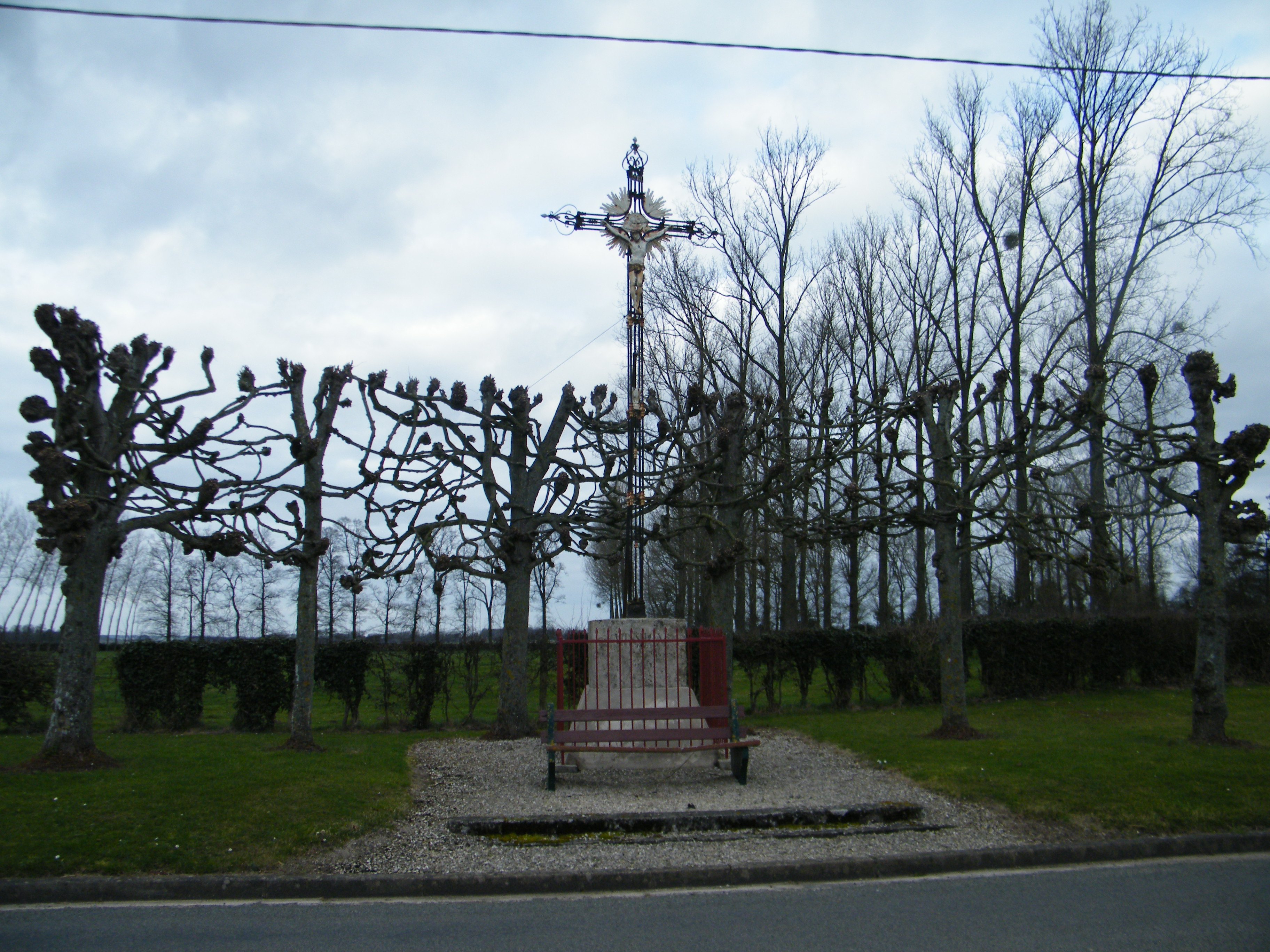
Le calvaire.
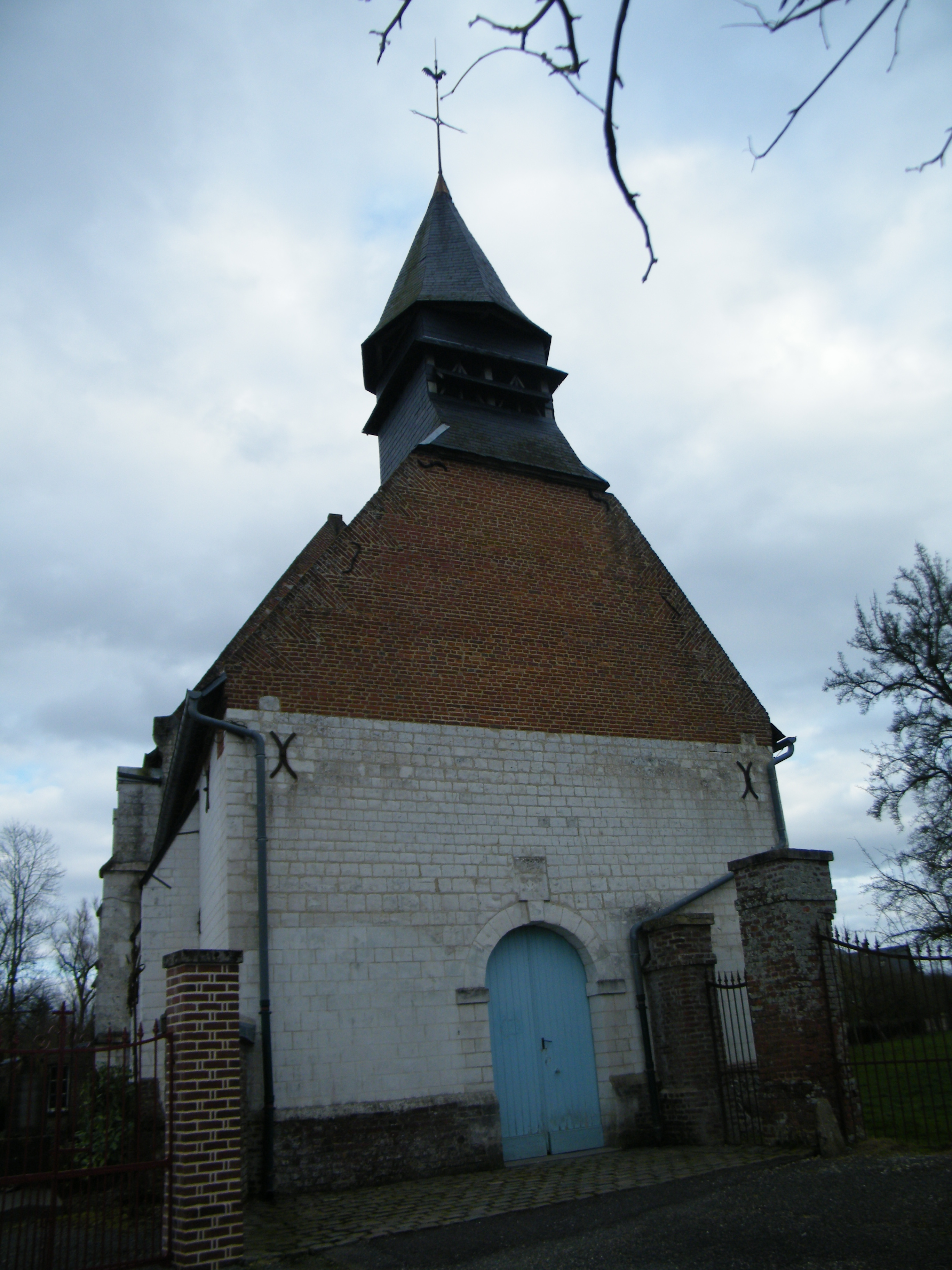
L'église.
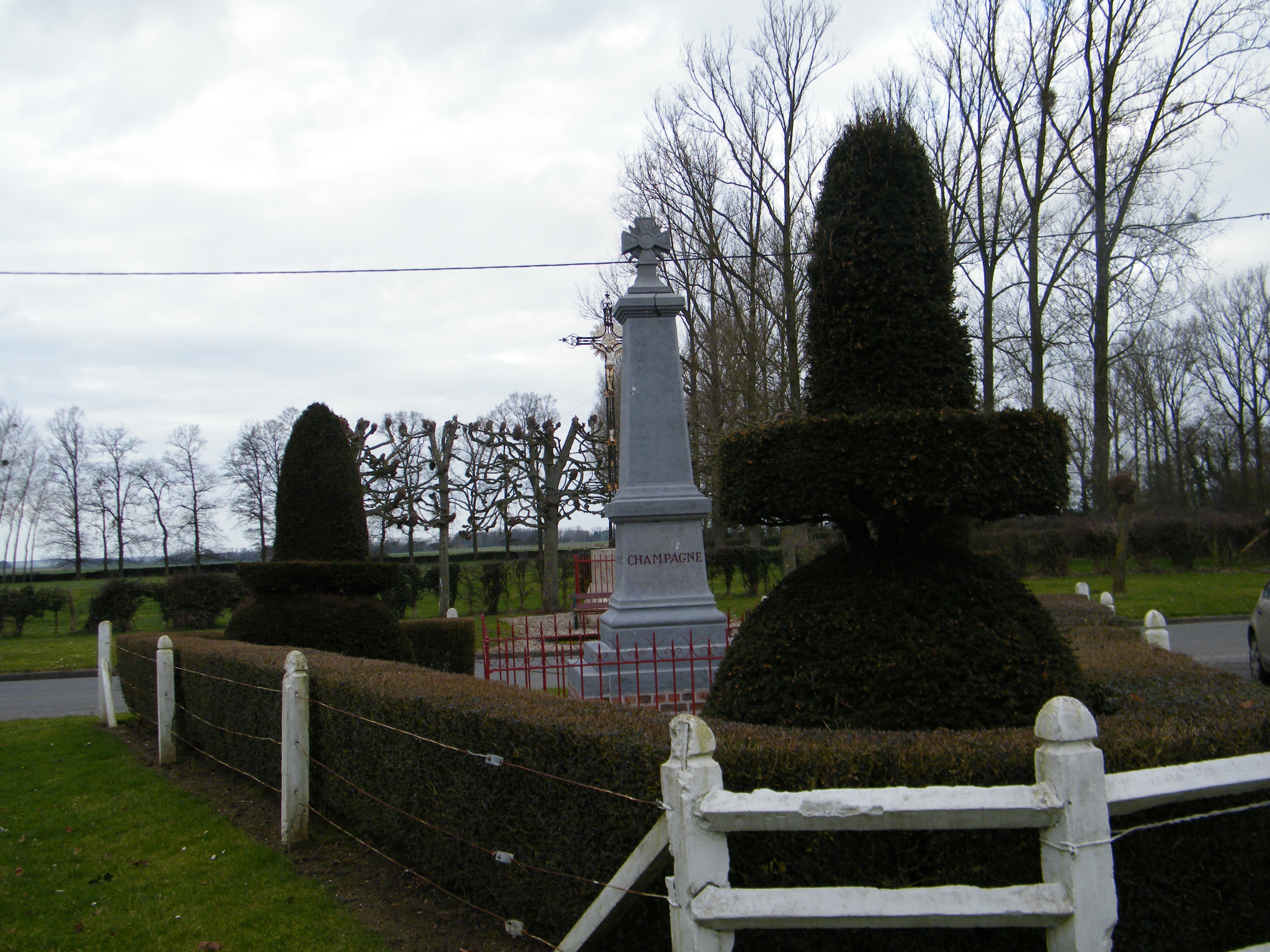
L'enclos du souvenir.

### Héraldique
| Blason de Yvrencheux | Blason  | D'argent à la fasce de gueules surmontées d'une divise vivrée du même.                               |
| Blason de Yvrencheux | Détails | Le blason vient des armes de la famille De Grambus, seigneurs d'Yvrencheux du XIIIe au XVIIe siècle. |

## Pour approfondir